# Episodi di Holby City (seconda stagione)
La seconda stagione della serie televisiva Holby City è stata trasmessa in anteprima nel Regno Unito da BBC One tra il 25 novembre 1999 e il 9 marzo 2000.
| nº | Titolo originale            | Titolo italiano | Prima TV UK      | Prima TV Italia |
| -- | --------------------------- | --------------- | ---------------- | --------------- |
| 1  | Search for the Hero         |                 | 25 novembre 1999 |                 |
| 2  | Puppy Love                  |                 | 2 dicembre 1999  |                 |
| 3  | Destination Unknown         |                 | 9 dicembre 1999  |                 |
| 4  | You Can Choose Your Friends |                 | 16 dicembre 1999 |                 |
| 5  | Knife Edge                  |                 | 23 dicembre 1999 |                 |
| 6  | Tidings of Comfort and Joy  |                 | 30 dicembre 1999 |                 |
| 7  | Chasing the Dragon          |                 | 7 gennaio 2000   |                 |
| 8  | A Marriage of Convenience   |                 | 13 gennaio 2000  |                 |
| 9  | A Life Worth Saving         |                 | 20 gennaio 2000  |                 |
| 10 | Staying Out                 |                 | 27 gennaio 2000  |                 |
| 11 | Trust                       |                 | 3 febbraio 2000  |                 |
| 12 | Faith                       |                 | 10 febbraio 2000 |                 |
| 13 | Letting Go                  |                 | 17 febbraio 2000 |                 |
| 14 | Dispossessed                |                 | 24 febbraio 2000 |                 |
| 15 | Taking It on the Chin       |                 | 2 marzo 2000     |                 |
| 16 | Into the Woods              |                 | 9 marzo 2000     |                 |